# Masai Russell
Masai Russell (Washington D. C., 17 de junio de 2000) es un deportista estadounidense que compite en atletismo, especialista en las carreras de vallas.
Participó en los Juegos Olímpicos de París 2024, obteniendo una medalla de oro en la prueba de 100 m vallas.
Estudió el grado en Comunicación Deportiva en la Universidad de Kentucky.

## Palmarés internacional
| Juegos Olímpicos | Juegos Olímpicos | Juegos Olímpicos | Juegos Olímpicos |
| Año              | Lugar            | Medalla          | Prueba           |
| ---------------- | ---------------- | ---------------- | ---------------- |
| 2024             | París (Francia)  | Medalla de oro   | 100 m vallas     |